# Bernard Seux
Pour les articles homonymes, voir Seux (homonymie).
Bernard Seux, né le 1er mars 1947 à Béthune (Pas-de-Calais) et mort le 4 novembre 2015 à Béthune (Pas-de-Calais), est un homme politique français.

## Biographie
En 1971, alors qu'il est responsable de l'union départementale de Force ouvrière, il rencontre pour la première fois Jacques Mellick lors du Congrès d'Épinay, c'est lui qui le fera adhérer au Parti socialiste. Élu en 1977 comme premier adjoint au maire de Béthune, il est ensuite élu Conseiller général du Canton de Béthune-Sud de 1985 à 1998.Il en assure la vice-Présidence. 
Il devient maire puis député-maire de Béthune à partir de 1995, en remplacement de Jacques Mellick, démissionnaire à la suite de son soutien controversé à Bernard Tapie lors de la retentissante affaire OM-VA. 
Réélu député en 1997, il quitte le Parti socialiste pour rejoindre le Mouvement des citoyens (France).
Il est réélu de justesse en 2001 mais l'élection est annulée en 2002. Il perd alors la mairie de Béthune. Il est aussi candidat à sa succession sous l'étiquette du Pôle républicain lors des élections législatives de 2002. Il est éliminé dès le premier tour. 
Aux élections municipales de 2008, il mène au premier tour une liste qui fusionne entre les deux tours avec celle de Stéphane Saint-André. Cette liste l'emporte au second tour.
Très rapidement de fortes divergences apparaissent avec le maire élu. Il devient en 2009 conseiller municipal d'opposition avec le groupe "Aimer Béthune" dont il est le chef de file, et réintègre le Parti socialiste.
À l'élection municipale de 2014, il est candidat sur la liste de Jacques Mellick, tout en n'ayant plus sa carte du PS depuis 2013.